# The Vision Bleak (chanson)
Pour le groupe, voir The Vision Bleak.
The Vision Bleak est un single promotionnel du groupe The Vision Bleak qui était publié le premier août 2003, juste avant la sortie du premier album The deathship has a new captain. Ce single inclut deux chansons qui se trouvent également sur cet album.

## Liste des chansons
1. The Lone Night Rider 5:02
2. Elisabeth Dane 5:02